# Ledegem
Ledegem è un comune belga di 9 522 abitanti, situato nella provincia fiamminga delle Fiandre Occidentali.